# Kuryliwka (Chmilnyk)
Kuryliwka (ukrainisch Курилівка; russisch Куриловка Kurilowka, polnisch Kuryłówka) ist ein Dorf im Nordwesten der ukrainischen Oblast Winnyzja mit etwa 800 Einwohnern (2001).
Das erstmals 1616 schriftlich erwähnte Dorf trug zunächst den Namen Chmilnyzki Chutory (Хмільницькі Хутори) und wurde später in Iwaschkiwzi (Івашківці) umbenannt. Im 19. Jahrhundert erhielt die Ortschaft schließlich ihren heutigen Namen Kuryliwka bzw. polnisch Kuryłówka. In den Jahren 1842 bis 1859 wurde im Dorf an Stelle einer hölzernen Vorgängerkirche, die bis heute bestehende Kirche der Verklärung des Herrn errichtet.

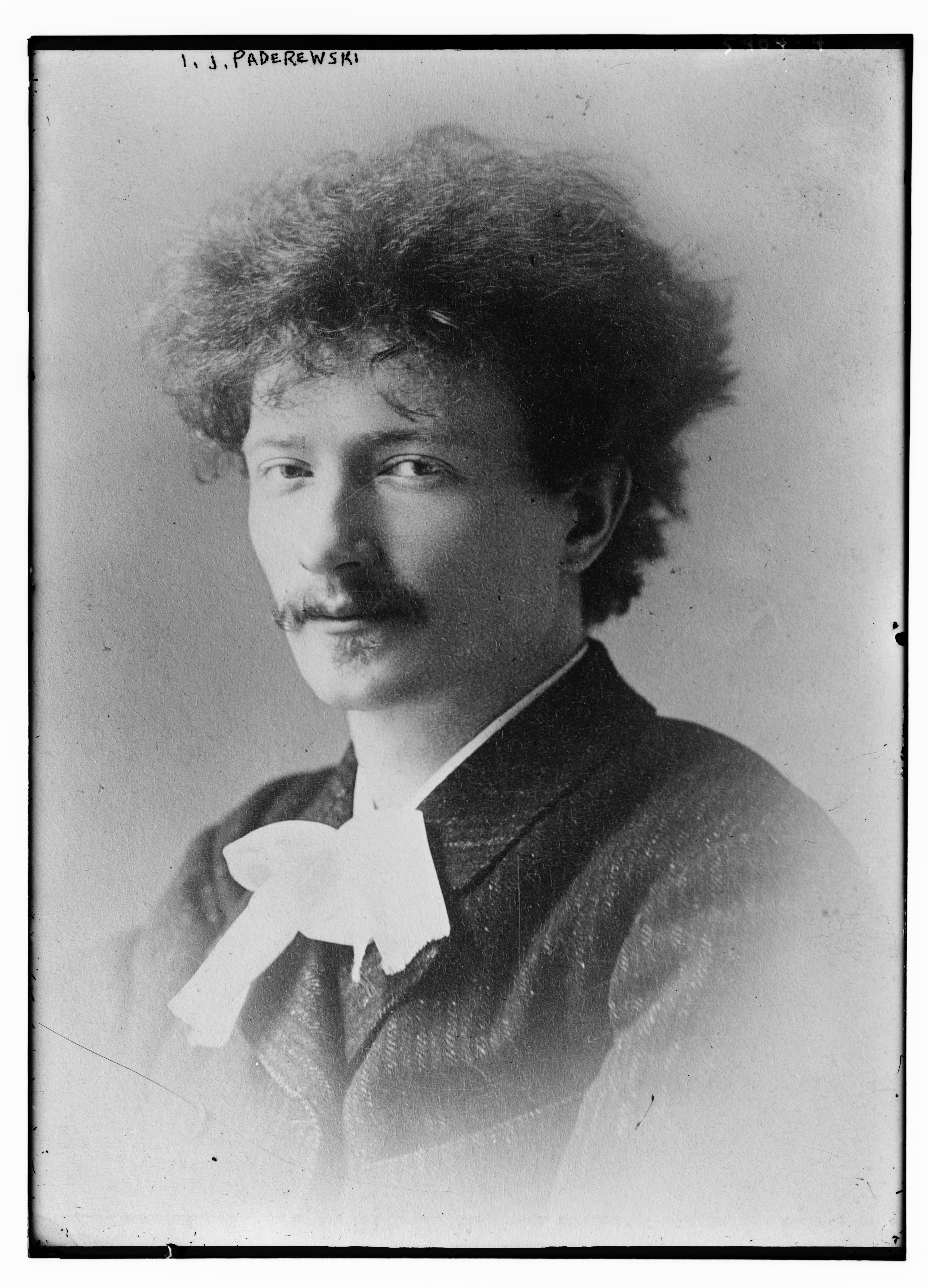
Der junge Ignacy Paderewski

Kuryliwka liegt auf einer Höhe von 257 m am rechten Ufer des Südlichen Bugs, 3 km südwestlich vom ehemaligen Gemeindezentrum Poryk (Порик), 13 km südöstlich vom Rajonzentrum Chmilnyk und etwa 50 km nordwestlich vom Oblastzentrum Winnyzja. Westlich vom Dorf verläuft in 6 km Entfernung die Regionalstraße P–31.
Am 12. Juni 2020 wurde das Dorf ein Teil der Stadtgemeinde Chmilnyk, bis dahin war sie ein Teil der Landratsgemeinde Poryk (Порицька сільська рада/Poryzka silska rada) im Südosten des Rajons Chmilnyk.

## Söhne und Töchter der Ortschaft
- Ignacy Jan Paderewski (1860–1941), polnischer Pianist und Komponist, Politiker und Freiheitskämpfer